# دورته دالوم جنسن
دورته دالوم جنسن (انگلیسی: Dorte Dalum Jensen؛ زادهٔ ۳ ژوئیهٔ ۱۹۷۸) بازیکن فوتبال اهل دانمارک است.
از باشگاه‌هایی که در آن بازی کرده‌است می‌توان به باشگاه فوتبال زنان المپیک لیون و دیوری گردن اشاره کرد.
وی همچنین در تیم ملی فوتبال زنان دانمارک بازی کرده‌است.